# Martin Schütz (Chemiker)
Martin Schütz (* 14. November 1963 in Burgdorf BE; † 25. Februar 2018) war ein Schweizer Chemiker (Theoretische Chemie, Quantenchemie).

## Leben
Schütz studierte zunächst 1983/84 Elektrotechnik an der ETH Zürich und von 1984 bis zum Diplom 1989 (Diplomarbeit bei Samuel Leutwyler Laser spectroscopy and Monte Carlo simulations of molecular solvent clusters) Physikalische Chemie an der Universität Bern, an der er 1993 mit einer Dissertation über vibronische Effekte in der Spektroskopie in Lösungs-Clustern in Physikalischer Chemie bei Samuel Leutwyler promoviert wurde (Dissertation: Structures and Vibrations of Hydrate clusters with aromatic Chromophores). Die Dissertation war noch experimentell, anschließend wandte er sich aber der Theorie zu. 1993/94 war er am interdisziplinären Projektzentrum für Supercomputer an der ETH Zürich. Ab 1994 war in der Gruppe von Björn O. Roos an der Universität Lund. 1996 wurde ihm auf der SUP'EUR 96 (High Performance Computing in Europe on IBM Platforms) in Krakau mit Roland Lindh der SUP’Prize verliehen für ihren integral-direct, distributed-data parallel MP2 algorithm, das heisst einen integral-direkten, (mit verteilten Daten) parallelen Algorithmus für Korrelationsmethoden mit Verwendung von Møller–Plesset-Störungstheorie 2. Ordnung (MP2). Ab 1997 forschte er in der Gruppe von Hans-Joachim Werner an der Universität Stuttgart. 2001 habilitierte er sich in Stuttgart (Habilitationsschrift: Electron Correlation in Large Molecular Systems: From Integral-Direct to Linear Scaling Local Correlation Methods) und wurde Hochschuldozent. 2004 wurde er als Universitätsprofessor für theoretische Chemie an die Universität Regensburg berufen. 2016 wechselte er als Professor für Theoretische Chemie an die Humboldt-Universität zu Berlin und wurde somit Nachfolger von Joachim Sauer. Er starb 2018 an den Folgen einer schweren Krankheit.
Er forschte hauptsächlich zu ab-initio-Berechnungen der elektronischen Struktur ausgedehnter Moleküle (lokale Korrelationsmethoden), angeregte elektronische Zustände und intermolekulare Wechselwirkungen. Ihm gelang in Stuttgart die Entwicklung linear in der Molekülgröße skalierender Korrelationsmethoden, die auf den ersten lokalen Korrelationsmethoden durch Peter Pulay aus den 1980er-Jahren aufbauten. Es handelt sich bei diesen Arbeiten von Schütz Anfang der 2000er-Jahre um Post-Hartree-Fock-Methoden mit Coupled Cluster und bis zu Molekülen mit Dreifachsubstitutionen. Sie waren vorher wegen der Nicht-Skalierbarkeit der Methoden, die von Verwendung der kanonischen (delokalisierten, also nicht-lokalen) orthogonalen Molekülorbitalbasis aus der Hartree-Fock-Methode bedingt waren, auf kleine Moleküle beschränkt.